# Vratnitsa
Vratnitsa (en macédonien Вратница) est un village du nord-ouest de la Macédoine du Nord, situé dans la municipalité de Yégounovtsé. Le village comptait 505 habitants en 2002.

## Démographie
Lors du recensement de 2002, le village comptait :
- Macédoniens : 482
- Albanais : 1
- Serbes : 20
- Autres : 2